# Sjef Janssen
Sjef (auch Sjefke oder Jefke) Janssen (* 28. Oktober 1919 in Elsloo; † 3. Dezember 2014 ebenda) war ein niederländischer Radrennfahrer.

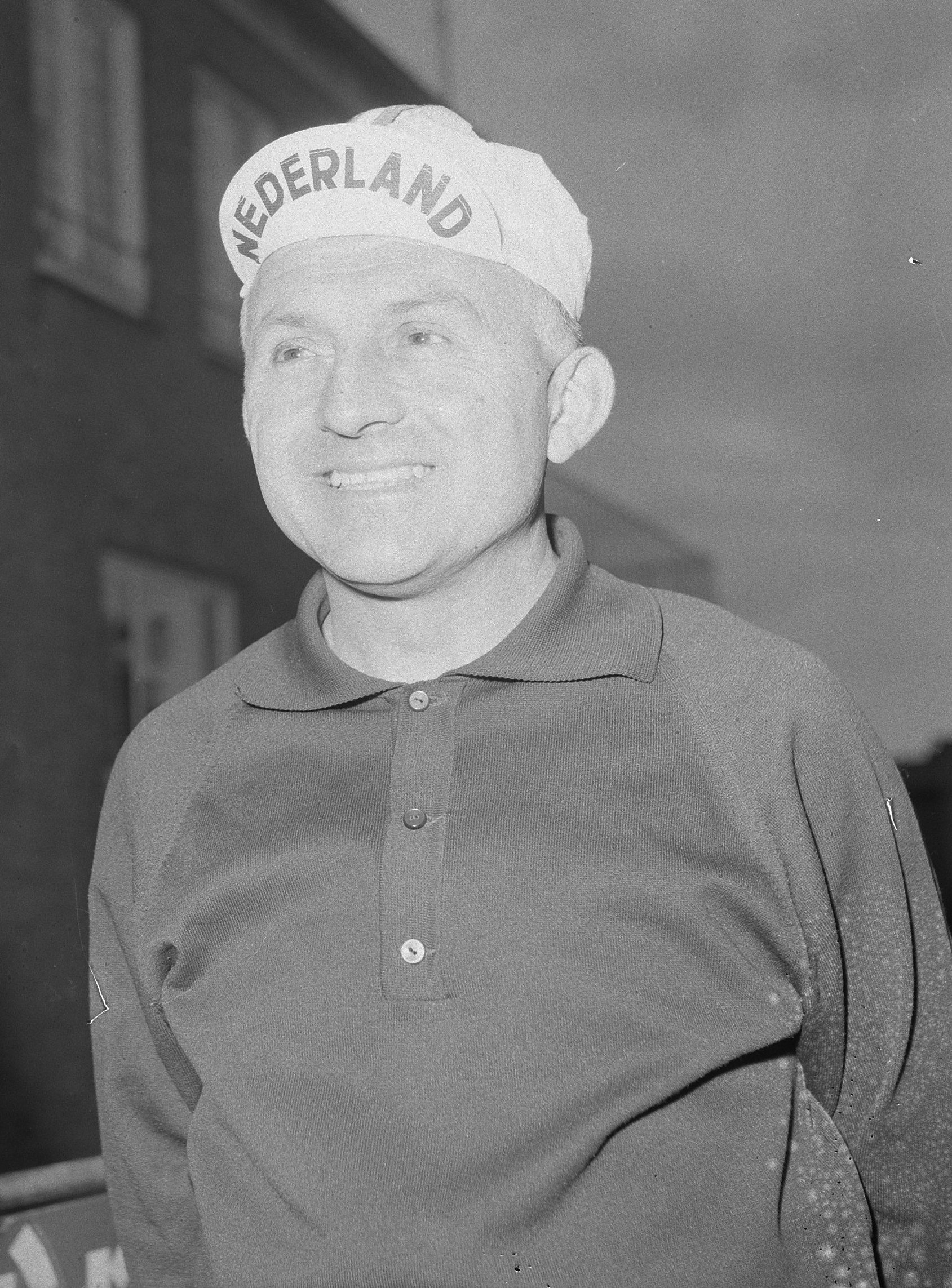
Sjef Janssen (1965)

Sjef Janssen war Profi-Rennfahrer von 1946 bis 1954. 1947 und 1949 wurde er Niederländischer Meister im Straßenrennen der Profis, nachdem er schon 1944 den nationalen Titel der Unabhängigen gewonnen hatte. Bei den Straßen-Weltmeisterschaften 1947 in Reims errang er die Bronzemedaille.
Zweimal, 1947 und 1949, startete Janssen bei der Tour de France. Im Jahr 1947, der ersten Austragung der Tour nach dem Zweiten Weltkrieg, war er der einzige von sechs niederländischen Teilnehmern, der in Paris ankam. Er belegte Platz 32. In der Vuelta a España war er 1946 am  Start, er beendete die Rundfahrt nicht.
Nach Beendigung seiner aktiven Radsport-Laufbahn war Janssen als Sportlicher Leiter tätig und führte ein Fahrradgeschäft in seinem Heimatort Elsloo. Zudem war er als Berater tätig, so etwa eines Testteams von ausgewählten Fahrern des WielerTourClubs Grensland, des „Triple T Teams“.
Sjef Janssen war der Vater von Sjef Janssen jr., dem Nationaltrainer der niederländischen Dressur-Reiter und Ehemann der mehrfachen Olympiasiegerin Anky van Grunsven.